# Eriocycla
Eriocycla es un género de plantas herbáceas perteneciente a la familia de las apiáceas.Comprende 4 especies descritas.

## Descripción
Es una planta perenne, pubescente. Con hojas radicales y caulinares; segmentos lineales a ovadas. Inflorescencias en umbelas terminales y laterales. Involucro e involucelo de brácteas lineares y brácteas. Rayos 2-10, desiguales, pubescentes. Dientes del cáliz diminutos u obsoletos. Los pétalos de color blanco o blanco amarillento. Ovario densamente pubescente, estilos cortos o largos. Fruto elíptico a ovoide, ligeramente comprimido lateralmente, crestas delgadas.

## Taxonomía
El género fue descrito por John Lindley y publicado en Illustrations of the Botany ... of the Himalayan Mountains ... 1: 232. 1835. La especie tipo es: Eriocycla nuda Lindl.	

## Especies seleccionadas
A continuación se brinda un listado de las especies del género Eriocycla descritas hasta julio de 2013, ordenadas alfabéticamente. Para cada una se indica el nombre binomial seguido del autor, abreviado según las convenciones y usos.
- Eriocycla albescens (Franch.) H.Wolff
- Eriocycla eriocarpa (Bornm. & Gauba) Kljuykov & Pimenov
- Eriocycla nuda Lindl.
- Eriocycla pelliotii (H.Boissieu) H.Wolff